# 郝村
郝村位于山西省太原市清徐县，位于汾河沿岸，临近小店区。特产为手工猪胰子。传统活动有每年阴历二月十五的奶奶庙庙会。